# 芋煮會

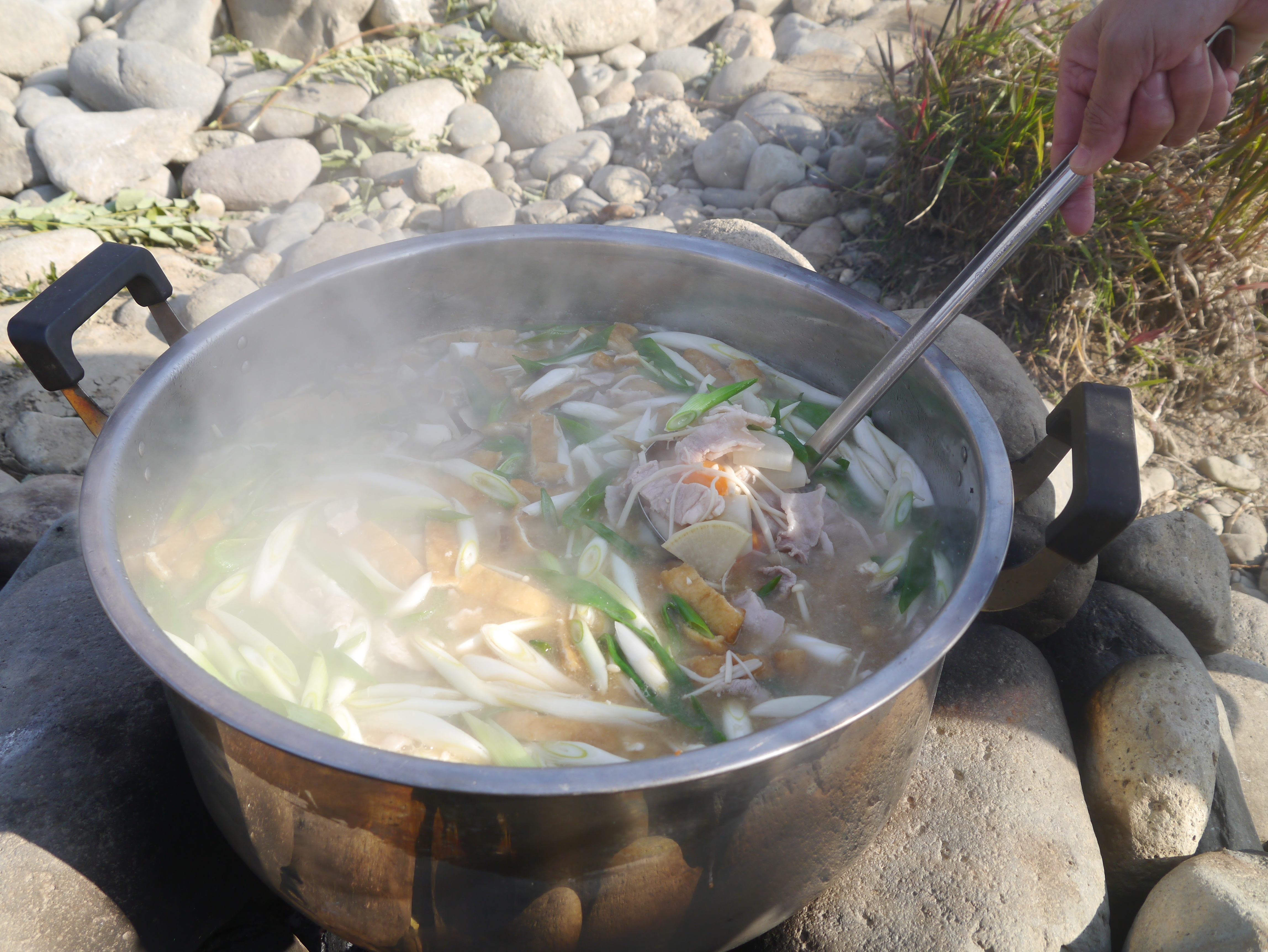
芋煮會上烹煮的食物

芋煮會（日语：いもにかい）是主要在日本的東北地方舉辦的地方活動，秋季時民眾聚集在河灘等野外場所，製作用芋頭為原料的大鍋飯。芋煮會廣泛流行在青森縣以外的東北地方，是東北地方秋季最具代表性的活動之一，大多自10月初開始舉行。

## 外部連結
- 「秋深し“いも煮学”探究」（NHK仙台放送局「なっトク!古今東北」）
- 山形芋煮マップ （页面存档备份，存于）（国土交通省東北地方整備局山形河川国道事務所）
- 芋煮鍋図鑑（山形県農林水産部農政企画課）
- 全日本芋煮会同好会